# François de Chasseloup-Laubat
Pour les articles homonymes, voir Chasseloup.
François Charles Louis, marquis de Chasseloup-Laubat, né le 18 août 1754 au lieu-dit Toucheronde, à Nieulle-sur-Seudre (alors commune de Saint-Sornin, Charente-Inférieure) en Saintonge, dans une ancienne famille noble, mort le 6 octobre 1833 à Paris, est un général français de la Révolution et de l’Empire.

## Biographie

### Un jeune patriote
À 16 ans le 7 août 1770, il entre comme aspirant au corps royal de l'artillerie. Se sentant une vocation plus particulière pour le génie, il est reçu en 1774 à l'École royale du génie de Mézières, où il devient sous-lieutenant le 1er juin 1778. Sa carrière se déroule alors dans cette arme. Il passe lieutenant en second le 1er juin 1780, lieutenant en premier le 16 février 1784, et capitaine le 1er avril 1791.
Lorsque la Révolution éclate, il en adopte les principes et refuse d'émigrer malgré les sollicitations qui lui sont faites. De 1792 à 1793, il sert dans l'armée du Centre, il se bat devant Givet, dirige les travaux de défense de Montmédy contre les Prussiens en septembre 1792, puis met Longwy en état de défense après sa reconquête le 18 octobre. Il prend part à la campagne de 1793 avec la même armée rebaptisée, depuis le mois d'octobre 1792, armée de la Moselle. Sa conduite brillante pendant la prise d'Arlon le 9 juin 1793, lui vaut d'être nommé chef de bataillon le 15 du même mois. Il participe encore à de nouveaux combats à Arlon, le 18 avril 1794.
Il se marie en 1794 à une cousine née Fresneau de la Gautaudière qui lui apporte le château de la Gataudière à Marennes. Il est versé dans l'armée de Sambre-et-Meuse le 28 juin, et sert lors du siège de Maastricht. Il parvient à placer sur la rive droite de la Meuse une batterie qui laboure dans toute son étendue, le front contre lequel il dirige son attaque. Les assiégés se voyant ainsi pris par leur flanc, demandent à capituler. Le 8 novembre 1794, il est récompensé pour cette conquête, par le grade de chef de brigade du génie. Appelé devant la forteresse de Mayence en 1795, il est d'abord chargé de l'attaque du centre, et ensuite du commandement de tous les travaux du blocus de Mayence.

### Chef du génie de l'Armée d'Italie
Le 3 mars 1796, il passe à l'armée d'Italie. Le jeune général Bonaparte qui la commande, étonne déjà par ses manœuvres promptes et inattendues. Le chef du génie appelé à le seconder doit être doué d'une extrême réactivité, d'un coup d'œil aussi juste que rapide pour suivre ses pensées et répondre à ses intentions. Chasseloup sait montrer à quel point il réunit ces qualités. C'est au passage du Pô le 7 mai 1796, qu'il se fait d'abord remarquer. Le mois suivant le 11 juin, il est nommé commandant en chef du génie de l'armée d'Italie, à la place du général Vital. Il dirige le siège de la citadelle de Milan le 17 juin, et le 18 juillet, commence celui de Mantoue, défendue par 200 bouches à feu et 200 hommes de garnison. Pour assiéger cette place, l'une des plus fortes d'Europe, les Français ne comptent que sur 8 000 hommes et ne disposent d'aucune artillerie de siège. Cinquante canons trouvés à Tortona et dans les postes abandonnés de la rive droite du Pô sont déployés devant Mantoue. Chasseloup fait ouvrir une tranchée à 200 mètres des palissades. Malgré la faiblesse des moyens mis à sa disposition, il va se rendre maître de la place quand Wurmser, à la tête de 50 000 Autrichiens, paraît sur le Montebaldo, forçant Bonaparte à réunir ses troupes pour résister avant de lever le siège.
Chasseloup a une grande part aux succès de cette brillante première campagne d'Italie. Il est plusieurs fois cité pour les services qu'il rend aux batailles de Lonato le 3 août 1796, de Castiglione le 5 août, du Pont d'Arcole, où il est jeté à terre, près du général en chef le 15 novembre, de Rivoli le 14 janvier 1797. Promu général de brigade le 21 février 1797, il est envoyé en mission à Paris par Bonaparte le 12 novembre. Pendant son séjour parisien, il est nommé tout d'abord adjoint au comité des fortifications le 5 février 1798, puis directeur des fortifications le 23 février.
Mais malgré toutes les victoires, la paix ne peut être obtenue qu'au cœur même de la monarchie autrichienne, et pour y parvenir, il faut se rendre maître du Tyrol et franchir les Alpes noriques. C'est la première fois que des armées françaises pénètrent dans ces contrées, et il faut y reconnaître le cours des fleuves, les gorges des montagnes, déterminer les positions. C'est Chasseloup que Bonaparte charge de ces travaux, en particulier de faire des reconnaissances pour l'établissement d'une place forte dans le duché de Clèves près de Wesel et de diriger les opérations de levée d'une carte du Rhin de Landau à Nimègue. Il passe une bonne partie de l’année 1798 à l’organisation de la défense du Rhin, et il ne rentre à Paris qu'en septembre. Il est de nouveau nommé le 12 octobre 1798, commandant en chef le génie de l'armée d'Italie.
Au printemps 1799, les hostilités reprennent. À part une courte absence en août pour raisons de santé, Chasseloup se fait remarquer de nouveau par son esprit d'initiative, la hardiesse de ses projets et l'efficacité de ses réalisations. L'armée, commandée par Schérer, est pressée par 100 000 Austro-Russes après la défaite de Magnano. La seule issue possible est de franchir l'Apennin. En sept jours, Chasseloup parvient à tracer dans la montagne plus de 40 kilomètres de route praticable par l'artillerie, permettant à l'armée d'effectuer sa retraite et de se sauver. Il reçoit le grade de général de division le 18 septembre 1799.

### Inspecteur des fortifications sous le Consulat
Sa carrière militaire se poursuivit brillamment : le 26 janvier 1800, il devient inspecteur général des fortifications, puis le 29 mai suivant, membre du comité des fortifications mandé auprès du Premier Consul. Commandant en chef du génie de l'armée de Réserve à la place du général Marescot le 7 juin, il exerce les mêmes fonctions à l'armée d'Italie le 24 juin 1800. Le 1er janvier 1801, il est responsable du siège de Peschiera après la bataille de Marengo, et le 19 janvier, il est chargé de recevoir sa capitulation. Il est chargé de la démolition des places de Coni, Ceva, Tortona, du fort de Suze, de la citadelle de Milan en 1801.
Après la paix de Lunéville, il reçoit pour mission de fortifier Pizzighettone, Peschiera, Mantoue, Legnago, la Rocca d'Anfo, puis Tarente et enfin Alexandrie, afin de mettre en place un système complet de défense et d'occupation permettant d'assurer la conquête de l'Italie.
Il applique à ces fortifications un système nouveau dont il est l'auteur, en particulier à Alexandrie, où il met en œuvre les idées qu'il a tout au long des travaux sur les autres sites, et qu'il résume ainsi : Éloigner les feux de l'ennemi par des ouvrages avancés, capables de résister et d'être repris par la garnison ; se ménager dans tout le pourtour de la place de grands moyens de sortie ; réduire à un très petit nombre, par de vastes inondations, les fronts attaquables ; multiplier les obstacles sur les directions que l'ennemi est forcé de prendre, et l'obliger à faire trois sièges successifs dans la même place. L'importance de cette réalisation n'échappe pas aux Autrichiens, et leur premier soin, après les traités de 1814, est de raser les fortifications d'Alexandrie, dont ils n'ont laissé que la citadelle.

### Les guerres de l'Empire
De nouveau commandant le génie de l'Armée d'Italie sous Masséna en 1805, il est nommé commandant en chef le génie de la Grande Armée le 22 septembre 1806. Il sert à Golymin le 26 décembre, à Eylau le 8 février 1807, élève des têtes de pont revêtues de bois, pouvant servir de camps retranchés à Praga, Serock et Modlin. Les glaces enlevant sans cesse les ponts de bateaux, il fait construire trois ponts sur pilotis sur des rivières plus larges que le Rhin. Pendant le repos de l'armée, il se rend au siège de Kołobrzeg, puis va prendre le commandement de celui de Dantzig, mémorable par les difficultés rencontrées par les assiégeants et par le peu de moyens mis à leur disposition. Ce n'est qu'après 51 jours de tranchée ouverte que la place capitule. Il termine cette campagne en juillet 1807 par le siège de Stralsund, que les Suédois finissent par évacuer. Avant de rentrer en France, il fait fortifier Thorn, Marienbourg et Magdebourg.
En début 1808, il part avec Napoléon Ier pour une tournée d'inspection des travaux qu'il a entrepris en Italie, principalement à Mantoue et à Alexandrie. Il reçoit du maître les plus brillants éloges, et est fait comte de l'Empire le 7 juin 1808. En récompense de ses services, il est nommé par l'Empereur conseiller d'État le 29 août 1811, et après la retraite de Russie, membre du Sénat conservateur le 5 avril 1813. 
Il prend peu après sa retraite le 13 juin à près de 60 ans.

### Partisan de la Restauration
Il continue à siéger au Sénat, et vote la déchéance de l'Empereur. Sous la Restauration, il est élevé à la pairie le 4 juin 1814, nommé grand-croix de la Légion d'honneur le 27 décembre 1814. Il se tient à l'écart pendant les Cent-Jours et vote contre la condamnation et pour la déportation dans le procès du maréchal Ney.
Chargé d'honneurs, commandeur de Saint-Louis le 3 mai 1816, marquis le 31 août 1817, président du conseil de perfectionnement de l'École Polytechnique en 1820, il n'en compte pas moins parmi les défenseurs des institutions constitutionnelles. Il prête serment à Louis-Philippe Ier en 1830. 
C'était, a dit Napoléon Ier à Sainte-Hélène, un des meilleurs officiers de son arme, homme d'une grande probité et d'un caractère inégal.
Chasseloup a écrit des Mémoires sur l'artillerie ; son système de fortification est représenté en relief aux Invalides, à côté de ceux de Sébastien Le Prestre de Vauban et Louis de Cormontaigne.
Devenu complètement aveugle, il meurt à Paris le 6 octobre 1833 à l'âge de 79 ans. Son nom est gravé sur l'arc de triomphe de l'Étoile, côté Sud.

### Vie familiale
Issu d'une famille noble de la Saintonge déjà illustrée dans la carrière des armes, son père François était capitaine général du guet et de la capitainerie des garde-côtes de Marennes. Ce dernier avait épousé le 15 septembre 1739 Marguerite Esther Couyer († 12 avril 1780), dame de Toucheronde. Après la naissance de trois filles arrive enfin celle d'un fils, François Charles Louis.
François-fils épouse en 1798 Anne-Julie Fresneau ( † 23 juin 1848 - Château de Senaud, Albon (Drôme)), fille de François Fresneau et héritière du château de la Gataudière. De leur union naquirent :
- Anne Marguerite Clémence (10 décembre 1798 - Paris † 18 mars 1871), mariée le 6 octobre 1818 avec Scipion, 1er baron de Bernon (né le 25 janvier 1787 - Grenoble), Lieutenant de chasseurs, maire de Moras-en-Valloire (1826), dont postérité ;
- Justin Napoléon (1800 † 1847), 2e marquis de Chasseloup-Laubat, officier d'état-major, député de Seine-Inférieure, ministre plénipotentiaire,
- Justin Prudent (1802 † 1863), 3e marquis de Chasseloup-Laubat, général de division, député de Seine-Inférieure,
- Justin Napoléon Samuel Prosper (1805 † 1873), 4e marquis de Chasseloup-Laubat, député de Charente-Inférieure, Ministre de la Marine, Ministre de l'Algérie et des Colonies, Ministre de la Marine et des Colonies sous le Second Empire.

## Autres fonctions
- Conseiller d'État le 29 août 1811 ;
- Membre du Sénat conservateur le 5 avril 1813 ;
- Pair de France :
  - À la première Restauration (4 juin 1814), puis,
  - Pair de France au titre de marquis par ordonnance du 31 août 1817 et lettres patentes du 20 décembre 1817.

## Hommages
- Le nom de « CHASSELOUP » est gravé au côté Sud (24e colonne) de l’arc de triomphe de l'Étoile, à Paris ;
- La rue Chasseloup-Laubat dans le 15e arrondissement de Paris porte son nom ainsi que la synagogue qui s'y trouve.
- Il existe une rue Chasseloup-Laubat à La Rochelle; on y trouve notamment le centre administratif de l'État dans le département, également nommé Centre administratif Chasseloup-Laubat.
- Il y avait à Saigon un lycée Chasseloup-Laubat.

## Titres
- Comte de Chasseloup-Laubat et de l'Empire (décret du 19 mars 1808, lettres patentes du 7 juin 1808, Bayonne[1]) ;
- Marquis héréditaire sur institution de majorat par lettres patentes du 11 septembre 1820.
- Pair de France[2] :
  - 4 juin 1814 ;
  - Marquis-pair héréditaire (31 août 1817, avec lettres patentes) ;

## Décorations
- Légion d'honneur :
  - Légionnaire le 19 frimaire an XII (11 décembre 1803), puis,
  - Commandant le 25 prairial an XII (13 juin 1804), puis,
  - Grand officier le 30 juin 1811, puis,
  - Grand Cordon de la Légion d'honneur le 27 décembre 1814 ;
- Ordre de la Couronne de Fer :
  - Commandeur en 1805 ;
- Ordre de la Réunion :
  - Grand-croix le 3 août 1813 ;
- Ordre royal et militaire de Saint-Louis :
  - Chevalier de Saint-Louis à la première Restauration ;
  - Commandeur de l'Ordre royal et militaire de Saint-Louis le 3 mai 1816.

## Armoiries
| Figure | Blasonnement |
|        | Armes des Chasseloup de Laubat sous l'Ancien Régime Écartelé : aux I et IV, d'argent au loup au naturel ; aux II et III, d'argent à deux pieux de gueules posés en fasce et ouvert du champ en chef. TimbreL'écu sommé d'un casque de gentilhomme d'argent, ouvert de gueules à trois grilles d'argent et surmonté de trois plumes blanches en cimier Armes parlantes (loup⇒Chasseloup). |
|        | Armes du comte de Chasseloup-Laubat et de l'Empire Écartelé; au premier de comte sorti de l'armée ; au second de gueules au lion rampant d'or accompagné de deux billettes de même; au troisième d'azur à la barre d'or accompagnée à dextre d'une cuirasse d'argent, à sénestre d'un casque de même, au quatrième d'azur à la fasce chargée d'un léopard de sable; en chef et en pointe, deux et un écusson d'or. - Livrées : aux couleurs de l'écu. On trouve aussiÉcartelé : au I, du quartier des comtes-sénateurs ; au II, de gueules à la fasce d'argent, au lion d'or brochant ; au III, de gueules à la barre d'or, accompagnée en chef d'une cuirasse et en pointe d'un casque de profil taré d'argent ; au IV, d'azur à une fasce d'argent, chargée d'un lion léopardé de sable, accompagnée de 3 écus d'or.. |
|        | Armes du marquis de Chasseloup-Laubat, pair de France Écartelé, au 1 d’azur à l’épée d’argent garnie d’or ; au 2 de gueules à la fasce d’argent, au lion d’or brochant sur la fasce ; au 3 de gueules à la barre d’or accompagnée d’une cuirasse en chef et d’un casque taré de profil d’argent en pointe ; au 4 d’azur à la fasce d’argent chargée d’un léopard de sable., (ou d'un lion léopardé de sable) accompagnée de trois écussons d’or., Supportsdeux lions. Manteau doublé d'hermine. |